# S0-102
S0-102는 우리 은하 중심부에 있는 강력한 전파원 궁수자리 A*와 아주 가까이 있는 항성이다.

## 발견 및 역사
캘리포니아 대학교 로스앤젤레스의 앤드레아 M. 게즈가 이끄는 연구팀이 하와이 마우나케아 정상에 있는 W. M. 켁 천문대 적외선 망원경을 이용하여 이 별을 발견했다.

## 공전 주기
지구에서 볼 때 이 별은 시계 방향으로 전파원 A*를 약 11.5년에 한 바퀴 돈다. 2012년을 기준으로 A* 주위를 도는 항성들 중 공전주기가 가장 짧은데, 발견 직전까지 수위를 차지했던 별은 S0-2로 공전 주기는 약 16년이다. 공전주기가 12년이 채 되지 않기 때문에 2000년부터 2012년까지 1번의 공전 주기를 모두 관찰할 수 있었다. 발견이 늦어진 이유는 이 별의 광도가 S0-2의 16분의 1 밖에 되지 않아서 였다.

## 타원 모양의 궤도
공전 궤도는 이심률이 큰 타원 궤적을 그리고 있으며 궤도의 총 길이는 6,580억 킬로미터이다. S0-12의 공전 속도는 A*와의 최 근접 점에서 1초에 5,000 킬로미터 까지 가속되며 이는 빛 속력의 1%가 넘는 값이다. 최근접점에서의 거리는 약 260 AU로 약 388억 9,600만 킬로미터, 태양~명왕성 거리의 약 6.6배이다.

## 주변 잔해들
두 항성의 공전 궤도 근처에는 보이지 않는 항성의 잔해들(백색 왜성, 중성자별, 항성질량 블랙홀)이 분포하는 것으로 추정된다. 천문학자들은 이 별과 S0-2 둘의 공전을 연구하여 궁수자리 A*의 중력 퍼텐셜을 밝혀낼 것이다. 궁수자리 A*의 질량은 태양의 430만 배로 주변 공간을 뒤틀 정도로 크기 때문에 중력적색편이로 생기는 일반상대성 효과를 관측할 수 있으리라 기대하고 있다. 만약 이들이 예측하는 일반 상대성이론이 옳다면, 항성은 전파원을 1회 공전할 때마다 같은 자리에 돌아오는 것이 아니라 조금 씩 위치를 바꾸면서 장기적으로 '데이지 꽃잎' 문양을 그리게 될 것이라고 한다. 전파원 근처 다른 항성의 평균 공전 주기는 약 60년임에 반해 S0-102는 매우 짧은 11.5년으로 이러한 위치 변동을 기록하기에 용이하다. 다만 이 별의 공전 궤도의 변화가 순수하게 전파원의 영향만으로 일어난다고 해석할 수는 없는데 발견되지 않은 천체들도 이 별의 궤도에 영향을 끼칠 수 있기 때문이다.

## 같이 보기
- 공전
- 은하 중심
- 궁수자리 A*